# ジフェニル亜鉛
ジフェニル亜鉛(Diphenylzinc)は、有機亜鉛化合物の1つである。Ph-のシントン（合成等価体）として一般的に用いられる。溶媒のないジフェニル亜鉛は、固体状態の分子中にPhZn(μ-Ph)2ZnPhの二量体として存在する。
ジフェニル亜鉛は、市販されている物質である。フェニルリチウムと臭化亜鉛の反応で生成する。
2 PhLi + ZnBr2 → Ph2Zn + 2 LiBr
また、臭化フェニルマグネシウムと塩化亜鉛または金属亜鉛存在下のジフェニル水銀との反応でも生成する。